# Parc d'État d'Elmore
Le parc d'État d'Elmore (anglais : Elmore State Park) est un parc d'État du Vermont (États-Unis) situé à Elmore. Il a été listé comme district historique en 2002 dut à son établissement par le Civilian Conservation Corps en 1934.